# Антоніотто да Кабелла

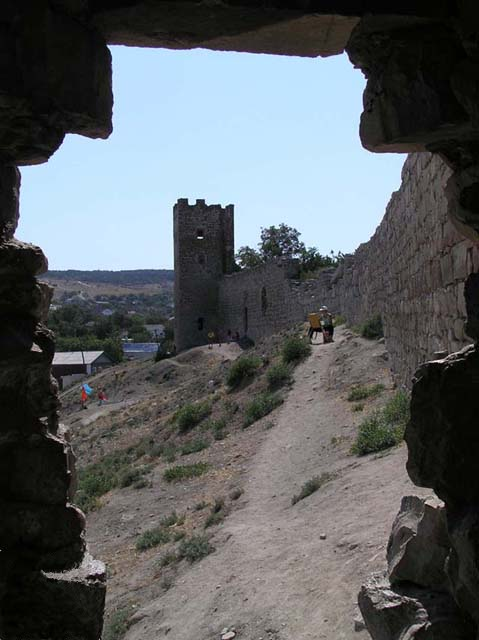
Генуезька фортеця в Кафі

Антоніотто да Кабелла (італ. Antoniotto da Cabella, 1420, Кабелла-Лігуре — 20 листопада 1475 Бейоглу) — італійський торговець і політик, останній консул Генуезької республіки в Кафі

## Біографія
Антоніотто да Кабелла народився у 1420 році в Кабелла-Лігуре. Перебрався до Генуї, де займався банківською діяльністю і торгівлею шовком, згодом став одним з найбільших торговців шовком у Генуї.
У 1471 році був призначений консулом в Кафі — колонії Генуезької республіки в Криму, куди прибув у 1472 році. Де його попередником був консул Батіста Джустініані.
Коли у 1475 році султан Мехмед II Фатіх захопив Кафу, Антоніотто да Кабелла потрапив у полон і був доставлений в передмістя Стамбула Бейоглу, де помер 20 листопада того ж року.